# Kapitol (Toulouse)

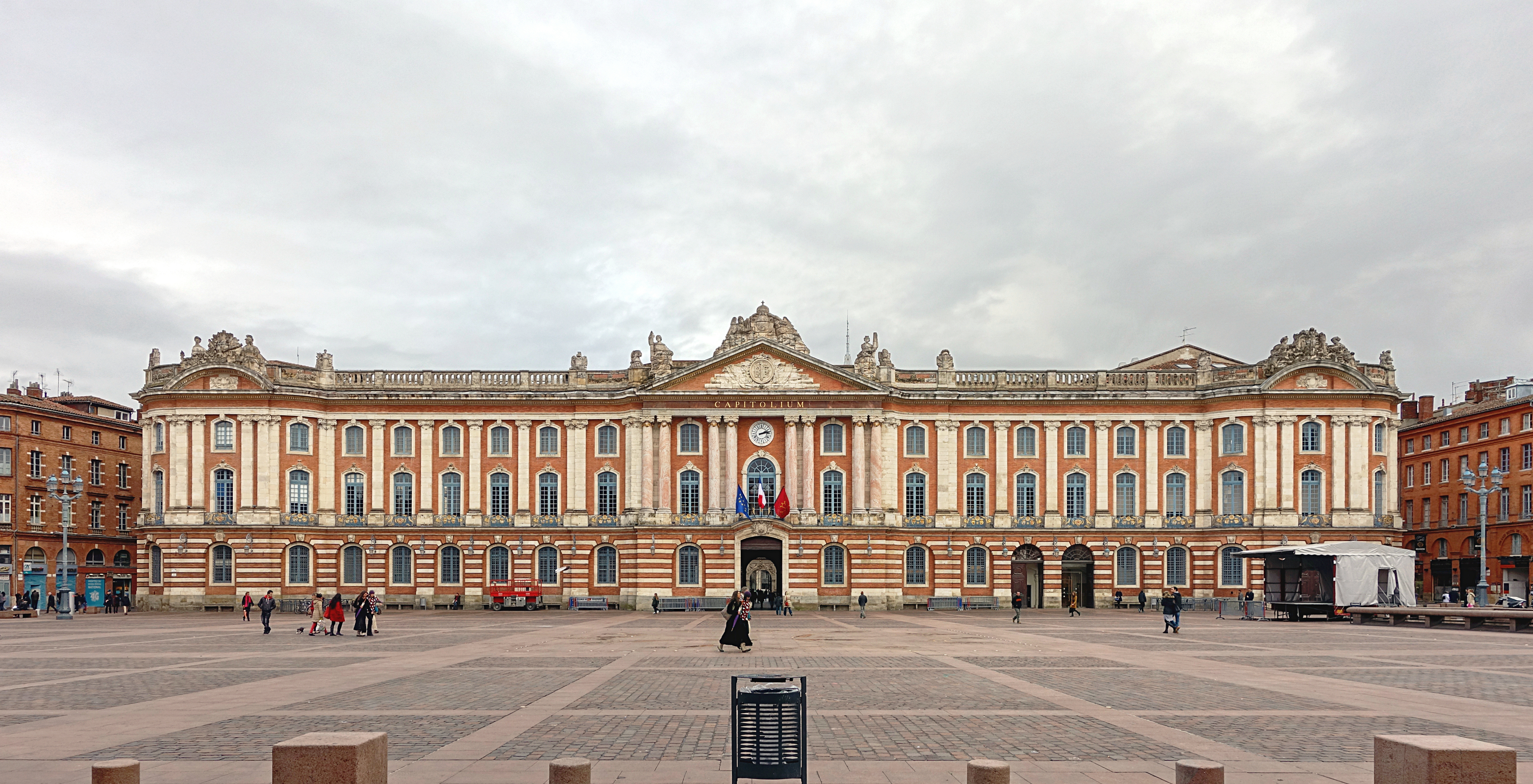
Rathaus (Capitole) Toulouse

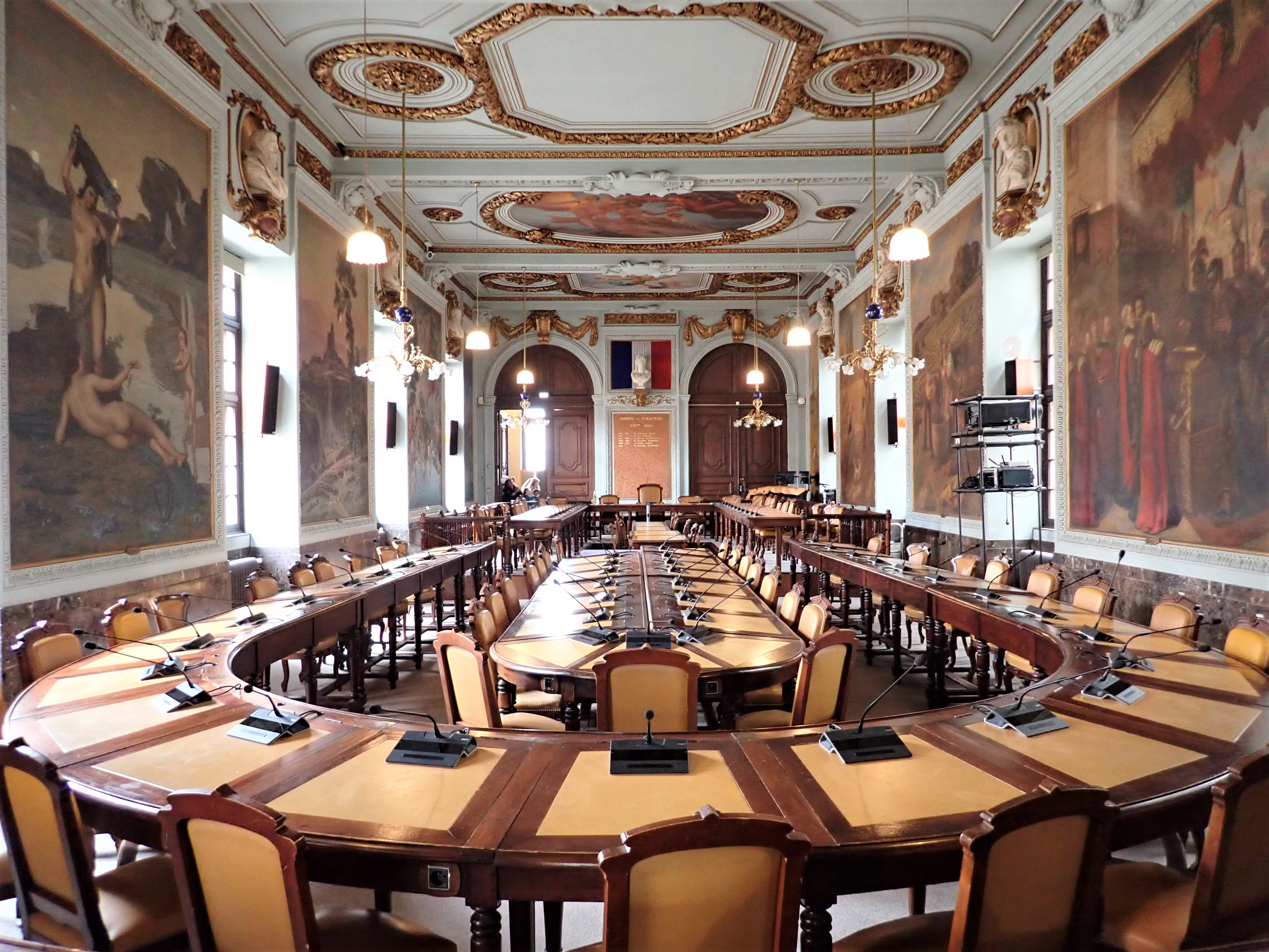
Ratssaal im Rathaus von Toulouse

Das Kapitol (französisch Le Capitole) ist ein Gebäude in der französischen Stadt Toulouse, das sowohl das Rathaus als auch ein Theater beherbergt. Das Gebäude befindet sich auf der Place du Capitole im Herzen von Toulouse.

## Geschichte
Bereits im Jahre 1190 wurde an dieser Stelle ein Gebäude für den Stadtrat, die Capitouls, errichtet. Von diesen und dem römischen Kapitol leitet sich der Name des Gebäudes ab. Seitdem befand sich das städtische Verwaltungsgebäude von Toulouse immer an dieser Stelle. Während der Hugenottenkriege (1562–1598) stand das Kapitol im Zentrum der Auseinandersetzungen. Früher war der Komplex größer, mit über die Jahrhunderte gewachsenen Sälen und Nebengebäuden entsprechend dem jeweiligen Bedarf. Im 20. Jahrhundert wurden die Gebäude an dem 2 ha großen Platz neu gestaltet.

## Architektur
Die 135 m breite neoklassizistische Fassade mit den charakteristischen rosa Ziegeln wurde im Jahr 1760 nach einem Entwurf von Guillaume Cammas gestaltet; auch Jacques-Pascal Virebent war beteiligt. Daneben gibt es nur noch den Tour des Archives aus dem 16. Jahrhundert und die Galerien des Cour Henri IV. aus dem 17. Jahrhundert. Teile der Inneneinrichtung stammen aus dem 16. Jahrhundert; die Wand- und Deckenbilder sind Hinzufügungen des 19. Jahrhunderts.